# Mehrheitstext
Mehrheitstext ist der Name einer Texttradition des Neuen Testaments, die sich auf eine Mehrheit von neutestamentlichen Handschriften stützt. Da diese Tradition vor allem von griechischen Handschriften aus dem Byzantinischen Reich bezeugt ist, spricht man auch vom byzantinischen Mehrheitstext oder vom byzantinischen Texttyp. In wissenschaftlichen Textausgaben wird der Mehrheitstext mit den Sigla {\displaystyle {\mathfrak {M}}} oder Byz gekennzeichnet.

## Geschichte
Die Schriften des Neuen Testaments liegen ursprünglich in griechischer Sprache vor. Als Grundlage des Mehrheitstextes gilt der sogenannte Koine-Text (von griech. κοινὴ, allgemein). In der neutestamentlichen Textforschung wird diese Tradition mit {\displaystyle {\mathfrak {K}}} bezeichnet.
Der Überlieferung nach soll dieser Text von Lukian von Antiochien (* um 250; † 312) erstellt worden sein. Heute wird dieses nicht mehr angenommen, da es allem widerspricht, was an historischen Fakten vorliegt. Es liegt kein einziges zeitgenössisches Indiz vor, dass Lukian den Text des Neuen Testamentes vereinheitlicht hätte. Vieles spricht dagegen, da der Text des Neuen Testamentes ein weit verbreiteter und freier Text war, den jeder kopieren konnte. Zudem weisen die Handschriften des byzantinischen Textes jeweils einen Eigenanteil an Besonderheiten auf, der sie individuell von anderen Handschriften abhebt und der gegen eine Rezension und Vereinheitlichung spricht, dazu sind die einzelnen Handschriften zu unterschiedlich.
Der {\displaystyle {\mathfrak {M}}} verbreitete sich nach der konstantinischen Wende vom 4. Jahrhundert an sehr schnell im nordöstlichen Mittelmeerraum und verdrängte den früheren Alexandrinischen Texttyp sowie den westlichen Texttyp. Der Text hat dabei stilistische Glättungen und Überarbeitungen erfahren und hat einen Teil der westlichen Lesarten übernommen. In den meisten Fällen sind die Lesarten des byzantinischen Textes länger. Westcott und Hort bezeichnet diesen Texttyp als „syrischen Texttyp“.
Die überwiegende Zahl der Handschriften mit dem Mehrheitstext sind Minuskeln, die nach dem 9. Jahrhundert entstanden. Über 80 % der bekannten Minuskeln enthalten diese Textform. Der Mehrheitstext ist heute noch die Standardtextversion der griechisch-orthodoxen Kirche. Hermann von Soden beschäftigte sich stark mit diesen Minuskeln und entdeckte unter diesen mehrere Textfamilien. Kurt Aland ordnete die meisten Minuskelhandschriften des Mehrheitstextes in Kategorie V ein.

## Manuskripte
Codices
| Zeichen  | Namen                  | Datum          | Inhalt                          |
| A (02)   | Codex Alexandrinus     | um 400         | Evangelien                      |
| C (04)   | Codex Ephraemi         | 5. Jahrhundert | Evangelien                      |
| W (032)  | Codex Washingtonianus  | 5. Jahrhundert | Matthäus 1–28; Lukas 8:13–24:53 |
| Q (026)  | Codex Guelferbytanus B | 5. Jahrhundert | Lukas–Johannes                  |
| 061      | Unzial 061             | 5. Jahrhundert | 1 Tim 3:15–16; 4:1–3; 6:2–8     |
| Ee (07)  | Codex Basilensis       | 8. Jahrhundert | Evangelien                      |
| Fe (09)  | Codex Boreelianus      | 9. Jahrhundert | Evangelien                      |
| Ge (011) | Codex Seidelianus I    | 9. Jahrhundert | Evangelien                      |
| He (013) | Codex Seidelianus II   | 9. Jahrhundert | Evangelien                      |
| L (020)  | Codex Angelicus        | 9. Jahrhundert | ApG, Kathol., Paulusbriefe      |
| V (031)  | Codex Mosquensis II    | 9. Jahrhundert | Evangelien                      |
| Y (034)  | Codex Macedoniensis    | 9. Jahrhundert | Evangelien                      |
| Θ (038)  | Codex Koridethi        | 9. Jahrhundert | Evangelien (außer Markus)       |
| S (028)  | Vaticanus 354          | 949            | Evangelien                      |

Papyri
{\displaystyle {\mathfrak {P}}}73
Unzialen
Codex Cyprius, Codex Mosquensis I, Campianus, Petropolitanus Purp., Sinopensis, Guelferbytanus A, Guelferbytanus B, Nitriensis, Nanianus, Monacensis, Tischendorfianus IV, Sangallensis, Tischendorfianus III, Petropolitanus, Rossanensis, Beratinus, Athos Laurensis, Athos Dionysius, Vaticanus 2066, 047, 049, 052, 053, 054, 056, 061, 063, 064, 065, 093 (Apostelgeschichte), 0103, 0104, 0105, 0116, 0133, 0134, 0135, 0136, 0142, 0151, 0197, 0211, 0246, 0248, 0253, 0255, 0257, 0265, 0269 (gemischt), 0272, 0273 (?).
Minuskeln
Z. B. 2, 3, 6 (Evangelien und Apostelgeschichte), 8, 9, 11, 12, 14, 15, 18, 21, 23, 24, 25, 27, 28 (außer Markus), 29, 30, 32, 34, 35, 36, 37, 39, 40, 42, 44, 45, 46, 47, 49, 50, 52, 53, 54, 55, 57, 58, 60, 61 (Evangelien und Apostelgeschichte), 63, 65, 66, 68, 69 (außer Paulus), 70, 73, 74, 75, 76, 77, 78, 80, 82, 83, 84, 89, 90, 92, 93, 95, 97, 98, 99, 100 von den über 1500 Minuskeln.
Eine vollständige Liste, welche Minuskeln Kurt und Barbara Aland im Jahr 1989 zum Mehrheitstext zählten, stellten sie in ihrem Buch Der Text des Neuen Testaments auf den Seiten 164–167 sowie 324–326 zusammen.
Eine besonders reine Textform des Mehrheitstextes liegt für die Apg in den Minuskeln 1, 18, 35, 330, 398, 424 und 1241 vor.

## Mehrheitstext und Textus receptus
Einige relativ junge Handschriften des Mehrheitstextes aus dem 12. Jahrhundert bildeten auch die Hauptgrundlage für die griechische Bibelausgabe von Erasmus von Rotterdam im Jahr 1516. Dieser Text wurde 1633 von den Herausgebern des Neudruckes als Textus receptus bezeichnet. Er ist der schlechteste Vertreter all dieser Ausgaben, da er auf einer sehr kleinen Auswahl an Handschriften und in der Offenbarung nur auf einer einzigen, nicht ganz vollständigen Handschrift beruht. Der Textus receptus ist also nicht identisch mit dem Mehrheitstext, beruht jedoch auf der gleichen Tradition. Je nach Edition unterscheidet sich der Textus receptus vom Mehrheitstext in bis zu 2000 Lesarten.
Beide Textformen haben erheblich an Bedeutung eingebüßt, nachdem zuerst Mitte des 19. Jahrhunderts mit dem Codex Sinaiticus aus dem 4. Jahrhundert und im 20. Jahrhundert mit den bedeutenden Papyrusfunden aus dem 3. und 2. Jahrhundert (vor allem {\displaystyle {\mathfrak {P}}}45, {\displaystyle {\mathfrak {P}}}75 und {\displaystyle {\mathfrak {P}}}66) wesentlich ältere Handschriften gefunden wurden. Diese gehören zum alexandrinischen Texttyp. Auf dieser Basis entwickelte die Bibelwissenschaft einen Text des griechischen neuen Testaments, der als zuverlässige Rekonstruktion angesehen wird und die Grundlage der meisten modernen Bibelausgaben darstellt.
Unter manchen konservativen, „bibeltreuen“ Christen werden Bibelausgaben auf der Grundlage dieser Texttradition abgelehnt und der Mehrheitstext oder der Textus receptus als verbindlich favorisiert. Insbesondere wissenschaftliche Ausgaben wie das Novum Testamentum Graece von Nestle-Aland und ihre Schwesterausgabe, das Greek New Testament der United Bible Societies, werden wegen ihrer Methode der eklektischen, d. h. für jede Textstelle einzeln aus allen Handschriften bewertenden Textauswahl, kritisiert.

## Textausgaben
- Maurice A. Robinson, William G. Pierpont: The New Testament in the Original Greek. Byzantine Textform 2018. VTR Publications, Nürnberg 2018, ISBN 978-3-95776-100-2.
- Zane C. Hodges, Arthur L. Farstad (Hrsg.): The Greek New Testament. According to the Majority Text. Nelson, Nashville TN u. a. 1982, ISBN 0-8407-4963-5.

## Deutsche Übersetzungen
- Byzantinischer Text Deutsch: Die Evangelien. Deutsche Bibelgesellschaft, Stuttgart / Schweizerische Bibelgesellschaft, Biel 2019, ISBN 978-3-438-05511-8
- Die Bibel in deutscher Fassung; von Herbert Jantzen und Thomas Jettel, Verlag FriedensBote, 2022, ISBN 978-3-946449-51-5
- Das Neue Testament nach Robinson-Pierpont; von Peter Streitenberger, 2024